# Cesar Raval

Wappen

Cesar Castro Raval SVD (* 17. Dezember 1924 in Laoag; † 30. Januar 2017 in Quezon City) war ein philippinischer Ordensgeistlicher und römisch-katholischer Bischof von Bangued.

## Leben
Cesar Castro Raval empfing am 22. Mai 1952 die Priesterweihe.
Papst Johannes Paul II. ernannte ihn am 15. Dezember 1981 zum Weihbischof in Bangued und Titularbischof von Cerbali. Der Apostolische Nuntius auf den Philippinen, Erzbischof Bruno Torpigliani, spendete ihm am 18. Februar des nächsten Jahres die Bischofsweihe; Mitkonsekratoren waren Francisco Raval Cruces, Erzbischof von Zamboanga, und Odilo Etspueler SVD, Prälat von Bangued.
Am 25. November 1988 wurde er zum Bischof von Bangued ernannt. Am 18. Januar 1992 nahm Johannes Paul II. sein aus gesundheitlichen Gründen vorgebrachtes Rücktrittsgesuch an.